# Eastern Europe Cup w biegach narciarskich 2015/2016
Eastern Europe Cup w biegach narciarskich 2015/2016 to kolejna edycja tego cyklu zawodów. Rywalizacja rozpoczęła się 20 listopada 2015 roku w rosyjskim kurorcie narciarskim Wierszyna Tioi, a zakończyła się 29 lutego 2016 roku w rosyjskim mieście Syktywkar.
Obrończynią tytułu była Rosjanka Natalja Matwiejewa a wśród mężczyzn Rosjanin Andriej Parfionow. W tym roku najlepsi okazali się również Rosjanie, wśród kobiet wygrała Jelena Sobolewa, a wśród mężczyzn najlepszy okazał się Jewgienij Diemientjew.

## Kalendarz i wyniki

### Kobiety
| Lp  | Data              | Miejscowość     | Dystans              | 1. miejsce         | 2. miejsce          | 3. miejsce          |
| --- | ----------------- | --------------- | -------------------- | ------------------ | ------------------- | ------------------- |
| 1.  | 20 listopada 2015 | Wierszyna Tioi  | 5 km s. klasycznym   | Olga Kuziukowa     | Jelena Sobolewa     | Alisa Żambałowa     |
| 2.  | 22 listopada 2015 | Wierszyna Tioi  | sprint s. klasycznym | Alisa Żambałowa    | Darija Wedenina     | Jelena Sobolewa     |
| 3.  | 23 listopada 2015 | Wierszyna Tioi  | sprint s. dowolnym   | Jelena Sobolewa    | Darija Wedenina     | Alisa Żambałowa     |
| 4.  | 24 listopada 2015 | Wierszyna Tioi  | 10 km s. dowolnym    | Jelena Sobolewa    | Anastasija Siedowa  | Olga Repnicyna      |
| 5.  | 24 grudnia 2015   | Krasnogorsk     | 10 km s. klasycznym  | Odwołano           | Odwołano            | Odwołano            |
| 6.  | 26 grudnia 2015   | Krasnogorsk     | sprint s. klasycznym | Odwołano           | Odwołano            | Odwołano            |
| 7.  | 27 grudnia 2015   | Krasnogorsk     | sprint s. dowolnym   | Odwołano           | Odwołano            | Odwołano            |
| 8.  | 27 grudnia 2015   | Krasnogorsk     | 15 km s. dowolnym    | Odwołano           | Odwołano            | Odwołano            |
| 9.  | 15 stycznia 2016  | Raubiczy/ Mińsk | 5 km s. klasycznym   | Darija Wedenina    | Jelena Sobolewa     | Julija Tichonowa    |
| 10. | 16 stycznia 2016  | Raubiczy/ Mińsk | sprint s. dowolnym   | Jelena Sobolewa    | Darija Wedenina     | Marija Dawidjenkowa |
| 11. | 17 stycznia 2016  | Raubiczy/ Mińsk | 10 km (bieg łączony) | Darija Wedenina    | Jelena Sobolewa     | Marija Dawidjenkowa |
| 12. | 12 lutego 2016    | Krasnogorsk     | 10 km s. klasycznym  | Anastasija Własowa | Polina Sieronosowa  | Olga Michajłowa     |
| 13. | 14 lutego 2016    | Moskwa          | sprint s. dowolnym   | Olga Carewa        | Wiktoria Kuramszina | Wasilina Judina     |
| 14. | 25 lutego 2016    | Syktywkar       | 10 km s. dowolnym    | Olga Roczewa       | Anastasija Docenko  | Anna Nieczajewska   |
| 15. | 26 lutego 2016    | Syktywkar       | sprint s. klasycznym | Jelena Sobolewa    | Darija Wedenina     | Julija Iwanowa      |
| 16. | 29 lutego 2016    | Syktywkar       | 15 km (bieg łączony) | Olga Roczewa       | Natalja Żukowa      | Anna Miedwiediewa   |

### Mężczyźni
| Lp  | Data              | Miejscowość     | Dystans              | 1. miejsce           | 2. miejsce               | 3. miejsce               |
| --- | ----------------- | --------------- | -------------------- | -------------------- | ------------------------ | ------------------------ |
| 1.  | 20 listopada 2015 | Wierszyna Tioi  | 10 km s. klasycznym  | Nikita Stupak        | Artiom Nikołajew         | Artiom Żmurko            |
| 2.  | 22 listopada 2015 | Wierszyna Tioi  | sprint s. klasycznym | Aleksandr Panżynski  | Michaił Diewiatjarow Jr. | Gleb Rietiwych           |
| 3.  | 23 listopada 2015 | Wierszyna Tioi  | sprint s. dowolnym   | Iwan Jakimuszkin     | Michaił Diewiatjarow Jr. | Gleb Rietiwych           |
| 4.  | 24 listopada 2015 | Wierszyna Tioi  | 15 km s. dowolnym    | Dmitrij Rostowcew    | Artiom Nikołajew         | Artiom Żmurko            |
| 5.  | 24 grudnia 2015   | Krasnogorsk     | 15 km s. klasycznym  | Odwołano             | Odwołano                 | Odwołano                 |
| 6.  | 26 grudnia 2015   | Krasnogorsk     | sprint s. klasycznym | Odwołano             | Odwołano                 | Odwołano                 |
| 7.  | 27 grudnia 2015   | Krasnogorsk     | sprint s. dowolnym   | Odwołano             | Odwołano                 | Odwołano                 |
| 8.  | 27 grudnia 2015   | Krasnogorsk     | 30 km s. dowolnym    | Odwołano             | Odwołano                 | Odwołano                 |
| 9.  | 15 stycznia 2016  | Raubiczy/ Mińsk | 10 km s. klasycznym  | Nikita Stupak        | Siergiej Turyszew        | Dmitrij Japarow          |
| 10. | 16 stycznia 2016  | Raubiczy/ Mińsk | sprint s. dowolnym   | Andriej Parfionow    | Michaił Diewiatjarow Jr. | Michaił Kuklin           |
| 11. | 17 stycznia 2016  | Raubiczy/ Mińsk | 20 km (bieg łączony) | Andriej Mielniczenko | Jewgienij Diemientjew    | Raul Szakirzianow        |
| 12. | 12 lutego 2016    | Krasnogorsk     | 15 km s. klasycznym  | Dmitrij Japarow      | Konstantin Gławatskich   | Andriej Feller           |
| 13. | 14 lutego 2016    | Moskwa          | sprint s. dowolnym   | Nikołaj Moriłow      | Andriej Parfionow        | Michaił Diewiatjarow Jr. |
| 14. | 25 lutego 2016    | Syktywkar       | 15 km s. dowolnym    | Iwan Artew           | Jewgienij Diemientjew    | Władisław Skobielew      |
| 15. | 26 lutego 2016    | Syktywkar       | sprint s. klasycznym | Jermił Wokujew       | Nikita Stupak            | Andriej Parfionow        |
| 16. | 29 lutego 2016    | Syktywkar       | 30 km (bieg łączony) | Piotr Siedow         | Jewgienij Diemientjew    | Konstantin Gławatskich   |

## Klasyfikacje
| Lp. | Zawodniczka           | Punkty |
| --- | --------------------- | ------ |
| 1.  | Jelena Sobolewa       | 750    |
| 2.  | Darija Wedenina       | 641    |
| 3.  | Anastasija Własowa    | 438    |
| 4.  | Marija Dawidjenkowa   | 398    |
| 5.  | Anastasija Kazakuł    | 318    |
| 6.  | Olga Carewa           | 305    |
| 7.  | Julija Iwanowa        | 270    |
| 8.  | Anna Miedwiediewa     | 232    |
| 9.  | Natalja Iljina        | 222    |
| 10. | Alisa Żambałowa       | 220    |
| 11. | Polina Sieronosowa    | 208    |
| 12. | Olga Roczewa          | 200    |
| 13. | Olga Michajłowa       | 198    |
| 14. | Anna Powaliewa        | 194    |
| 15. | Anastasija Moskalenko | 191    |

| Lp. | Zawodnik                 | Punkty |
| --- | ------------------------ | ------ |
| 1.  | Jewgienij Diemientjew    | 527    |
| 2.  | Michaił Diewiatjarow Jr. | 493    |
| 3.  | Nikita Stupak            | 420    |
| 4.  | Artiom Nikołajew         | 374    |
| 5.  | Dmitrij Japarow          | 324    |
| 6.  | Andriej Parfionow        | 320    |
| 7.  | Andriej Feller           | 313    |
| 8.  | Andriej Mielniczenko     | 249    |
| 9.  | Artiom Żmurko            | 243    |
| 10. | Konstantin Gławatskich   | 220    |
| 11. | Igor Usaczew             | 204    |
| 12. | Aleksiej Wicenko         | 196    |
| 13. | Nikołaj Moriłow          | 191    |
| 14. | Iwan Jakimuszkin         | 185    |
| 15. | Jermił Wokujew           | 175    |